# クレヨン (お笑いコンビ)
クレヨンは、よしもとクリエイティブ・エージェンシー東海支社 に所属していたお笑いコンビ。福井県住みます芸人を務めていた。
2009年結成。2013年6月にヨシモト∞ホールで開催された「住みます芸人ネタバトル」で優勝。2015年3月に解散。クレヨンいとうはピン芸人を経て落語家に転向し、引き続き福井県住みます芸人として活動。山坊主は引退したが、そのまま福井県に就職し眼鏡屋として生活している。

## メンバー
クレヨンいとう（1982年10月29日 - ）ツッコミ担当。
- 本名は、伊藤克矩（いとう かつのり）。
- 福井県吉田郡永平寺町出身。
- 血液型：O型。
- 身長：178cm、体重：62kg。
- 2001年 大阪NSC  24期生
- 大阪吉本→福岡吉本→東京吉本→福井と移動が多い。
- 既婚者。
- 解散後はピン芸人「クレヨンいとう」として、引き続き福井県を拠点に活動。
- 2019年に笑福亭鶴笑一門に入門し、同年11月30日より「笑福亭笑生」（しょうふくてい しょうき）として落語家へ転身[1]。

山坊主（やまぼうず、1987年2月9日 - ）ボケ担当
- 本名は、山口智。[2]
- 福岡県八女郡星野村（現・八女市星野村）出身。
- 血液型：O型。
- 身長：158cm、体重：50kg。
- 福岡吉本17期生
- 福岡吉本オーディション組→東京吉本→福井
- 既婚者。2016年には、第1子が誕生した。[3]

## 出演
- 午後はとことん よろず屋ラジオ（大和田ラジオ本舗・FBCラジオ）
  - 月曜：エコーメイト「福井のお宝教えてクレヨン!」（～2012年9月）
  - 木曜：アシスタント
- おかえりなさ〜い（福井テレビ）
  - 水曜：「ほぐし屋きーぼー」（山坊主のみ）
- おじゃまっテレ（福井放送）
- にっちょにAOSSA（大和田ラジオ本舗）
- 第31回全国高等学校クイズ選手権 福井大会（福井放送）
- 24時間テレビ 「愛は地球を救う」（福井放送、ローカル枠）
- Dream!（福井放送）
- わがまま!気まま!旅気分（BSフジ、福井テレビ制作）
- 金曜：午後はとことん　よろず屋ラジオ(大和田ラジオ本舗)
- ケンイチ (BS日テレ)
- 決着は最終レースで (福井放送)
- 新婚さんいらっしゃい!（ABCテレビ、2016年4月24日、福井収録にていとうが妻と共に出演）

## 舞台・ライブ
- 住みます芸人ライブin石川
- 住みます芸人ライブin福井
- 住みます芸人ライブin富山
- 週末よしもとお笑い祭りin福井
- サカイスト単独ライブ　ゲスト出演
- 住みます芸人ライブin石川
- 住みます芸人ライブin福井
- 住みます芸人ライブin富山
- 住みます芸人ネタバトル　東京無限大ホール
- 住みます芸人ライブin福井
- 北陸よしもとライブin石川